# Kanton Arbois
Arbois is een kanton van het Franse departement Jura. Het kanton maakt deel uit van het arrondissement Lons-le-Saunier.

## Gemeenten
Het kanton Arbois omvatte tot 2014 de volgende 14 gemeenten:
- Abergement-le-Grand
- Arbois (hoofdplaats)
- Les Arsures
- La Châtelaine
- La Ferté
- Mathenay
- Mesnay
- Molamboz
- Montigny-lès-Arsures
- Les Planches-près-Arbois
- Pupillin
- Saint-Cyr-Montmalin
- Vadans
- Villette-lès-Arbois

Bij de herindeling van de kantons door het decreet van 17 februari 2014 met uitwerking op 22 maart 2015 werden daar de 22 gemeenten van het opgeheven kanton Salins-les-Bains aan toegevoegd:
- Abergement-lès-Thésy
- Aiglepierre
- Aresches
- Bracon
- Cernans
- La Chapelle-sur-Furieuse
- Chaux-Champagny
- Chilly-sur-Salins
- Clucy
- Dournon
- Geraise
- Ivory
- Ivrey
- Lemuy
- Marnoz
- Montmarlon
- Pont-d'Héry
- Pretin
- Saint-Thiébaud
- Saizenay
- Salins-les-Bains
- Thésy